# NGC 6181
NGC 6181 est une galaxie spirale intermédiaire (ou barrée ?) située dans la constellation d'Hercule. Sa vitesse par rapport au fond diffus cosmologique est de 2 415 ± 3 km/s, ce qui correspond à une distance de Hubble de 35,6 ± 2,5 Mpc (∼116 millions d'al). NGC 6181 a été découverte par l'astronome germano-britannique William Herschel en 1788.

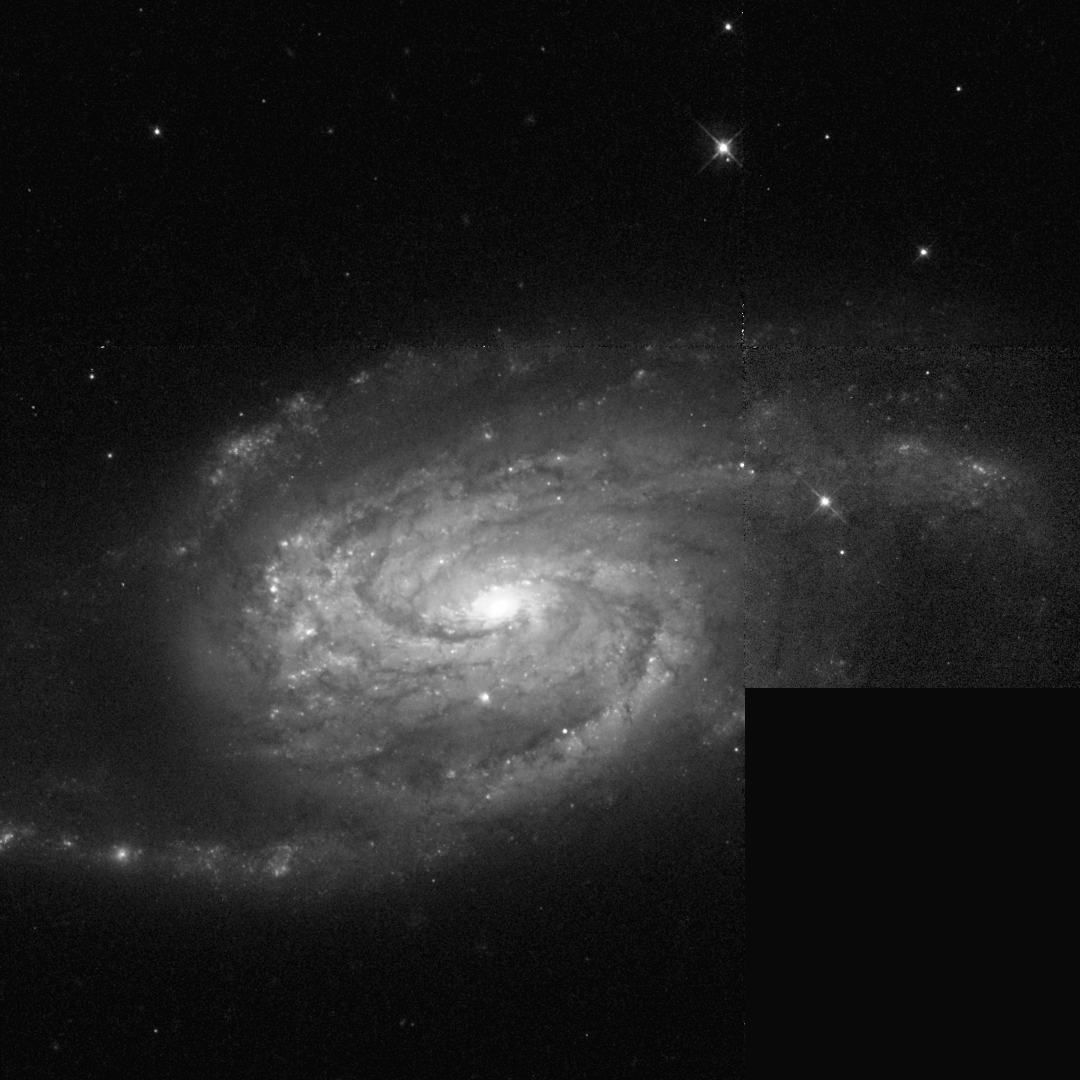
NGC 6181 par le télescope spatial Hubble.

La classe de luminosité de NGC 6181 est III et elle présente une large raie HI. Elle renferme également des régions d'hydrogène ionisé. De plus, c'est une galaxie du champ, c'est-à-dire qu'elle n'appartient pas à un amas ou un groupe et qu'elle est donc gravitationnellement isolée. Son isolement est d'au moins 6 Mpc. La luminosité de NGC 6181 dans l'infrarouge lointain (de 40 à 400 µm) est égale à 2,45 × 1010 {\displaystyle L_{\odot }} (1010,39{\displaystyle L_{\odot }}) et sa luminosité totale dans l'infrarouge (de 8 à 1 000 µm) est de 3,24 × 1010 {\displaystyle L_{\odot }} (1010,51{\displaystyle L_{\odot }}).
Le relevé astronomique SAGA destiné à la recherche de galaxies satellites en orbite autour d'une autre galaxie a permis de confirmer la présence de neuf galaxies satellites et peut-être d'une dixième, pour NGC 6181.
À ce jour, 27 mesures non basées sur le décalage vers le rouge (redshift) donnent une distance de 31,281 ± 5,372 Mpc (∼102 millions d'al), ce qui est à l'intérieur des valeurs de la distance de Hubble.

## Supernova
La supernova SN 1951I a été découverte dans NGC 6181 le 1er avril 1951 par un certain Deutsch. Le type de cette supernova n'a pas été déterminé.